# Supala Ferenc
Supala Ferenc (szlovákul: Fraňo Šupala; Érsekújvár, 1839. november 18. – Livorno, 1875. március 26.) könyvtáros.

## Élete
Gimnáziumot Érsekújvárott és Pozsonyban látogatta, majd Bécsben tanult. Előbb az Almásy családnál lett nevelő, majd 1866. június 17-től a Magyar Nemzeti Múzeum könyvtári segédőre volt, a könyvtár rendezésében nagy szerepe volt.
Kutatásai végett beutazta az ország, illetve München, Szentpétervár, 1873-ban Moszkva (a volt lengyel állami levéltár anyaga végett) és 1874-ben Varsó könyvtárait és levéltárait.  Moszkvában lemásolta Sidlowiecky naplóját, II. Rákóczi György lengyelországi politikájára vonatkozó iratokat, illetve mindent amit az erdélyi kapcsolatokra vonatkozólag talált. A másolási munkában Géresi Kálmán volt segítségére, aki ugyanakkor a középkori orosz-magyar kapcsolatok történelmi emlékei után kutatott az orosz levéltárakban és könyvtárakban. Számos céhartikulust közölt Szlovákia mai területéről. A MNM könyvtári oklevélgyűjtemény regesztáival is foglalkozott. Gégesorvadásban szenvedett. Egészsége megromlott, ezért Livornoba ment, ahol elhunyt.
Együttműködött František Víťazoslav Sasinekkel a Matica slovenská okmányainak közlésében is. A Magyar Történelmi Társulat igazgató választmányának tagja volt.

## Munkássága
Cikkei a Századokban jelentek meg, illetve hozzájárult A gróf Zichy család Okmánytárához is.
- 1870 XVI. századi magyar levél: Wsaly Péter Koháry Imréhez
- 1873 Jelentés a szombathelyi levéltárakról
- 1873 Zsigmond királynak a tiszmenei és vodiczai kolostorok részére adott négy oklevele.[4]